# Euthalia phelada
Euthalia phelada är en fjärilsart som beskrevs av Semper 1888. Euthalia phelada ingår i släktet Euthalia och familjen praktfjärilar. Inga underarter finns listade i Catalogue of Life.